# Ден Квејл
Џејмс Данфорт „Ден“ Квејл (енгл. James Danforth "Dan" Quayle; Индијанаполис, 4. фебруар 1947) је амерички политичар који је служио као 44. потпредседник Сједињених Држава, код председника Џорџа Х. В. Буша (1989—1993). Осим тога је био члан Представничког дома и сенатор из Индијане.
Квејл је рођен у Индијанаполису али је провео већи део детињства у Аризони. Оженио се са Мерилин Такер 1972, а докторирао је права 1974. Са супругом се бавио правима у Хантингтону у Индијани, пре него што је изабран у Конгрес 1976, са 29 година. Године 1980, Квејл је ступио у Сенат.
Године 1988, потпредседник Џорџ Х. В. Буш је номинован за председника испред Републиканске странке, и тражио је да партија за његовог потпредседничког кандидата предложи Квејла. Иако је овај избор наишао на извесно неодобравање, Буш и Квејл су победили на изборима 1988. испред кандидата Демократске странке Мајкла Дукакиса и Лојда Бентсена. Као потпредседник, Квејл је био у званичним посетама у 47 држава и постављен је за председавајућег Националног свемирског савета. Поново је номинован за потпредседника на изборима 1992, али су овај пут Буш и Квејл поражени од кандидата Демократске странке Била Клинтона, и потпредседничког кандидата Ала Гора.
Године 1996. објавио је мемоаре под насловом Standing Firm („Стајати чврсто“), али је одбио да се кандидује за неку јавну функцију у овом периоду јер је боловао од флебитиса. Започео је трку за републиканску председничку номинацију 2000, али се повукао и подржао Џорџа В. Буша. Квејл и његова супруга тренутно живе у Парадајс Валију, Аризона.
Један од његових синова, Бен Квејл, је изабран у Представнички дом 2010. године.